# Aldo Carpi
Pour les articles homonymes, voir Carpi (homonymie).
Aldo Carpi, né le 6 octobre 1886 et mort le 27 mars 1973, est un artiste italien, peintre et écrivain, auteur d'un recueil de mémoires concernant son emprisonnement dans le tristement célèbre camp de concentration de Mauthausen.

## Biographie
Né à Milan, au début de sa jeunesse il a commencé à étudier les beaux-arts sous la direction de Stefano Bersani. En 1906, il a rejoint l'Académie de Brera, où il a rencontré certains des plus grands peintres italiens de l'époque, dont Giuseppe Mentessi, Carlo Cattaneo, Cesare Tallone, ainsi qu'Achille Funi, Emilio Gola et Carlo Carrà. L'année suivante il a montré son travail lors d'une exposition d'art à Brera, qui a été suivie par une invitation en 1912 à la Biennale de Venise. Depuis lors, il a participé à toutes les éditions de la Biennale de Venise jusqu'à sa mort, à l'exception de celles tenues en 1940, 1950 et en 1952.
Enrôlé dans l'Armée italienne en 1915, il a servi à divers fronts de la Grande Guerre. En 1917, il épouse Maria Arpesani. Dans les années 1920, il a développé le style de ses tableaux et paysages sous l'influence des peintres italiens du XIXe siècle. Pour ses œuvres en 1925, il a été récompensé par le prestigieux Premio Principe Umberto. En 1927, il est devenu l'auteur de nouvelles fresques dans le San Simpliciano Basilique de Milan.
En 1930, il devient le professeur et le diacre de la faculté de la peinture à son alma mater, où il a enseigné à de jeunes peintres, dont Bruno Cassinari, Carlo Martini et Trento Longaretti.
En 1934, il a également préparé un projet pour les nouveaux vitraux dans le dôme de Milan, qui ne fut achevée qu'après la seconde Guerre mondiale. En 1937, son travail a été présenté à l'Exposition internationale des Arts et Techniques dans la Vie moderne à Paris, où il a remporté une médaille de bronze. La pièce est maintenant dans la collection du Museo Cantonale d'Arte de Lugano
En janvier 1944, pendant la seconde Guerre mondiale, il a été arrêté après qu'un collègue ai informé les nazis de ses activités partisanes. Il a été emprisonné dans le camp de concentration de Gusen I (Mauthausen), où il a tenu un journal et fait un certain nombre de croquis dépeignant la vie et la mort dans le camp. Il a été libéré à la fin de la guerre. Il est retourné à Milan, où, en 1956, il a reçu le prix d'État pour ses œuvres et de mérites culturels. Il est aussi devenu le doyen de l'Académie de Brera. En 1972 a eu lieu une grande rétrospective de ses œuvres.
Il est mort en 1973 à Milan.

## Exposition
- Mostre d'arte in risaia, Mortara, 1936 et 1938, conservateur Carlo Ercole Accetti.

## Œuvres

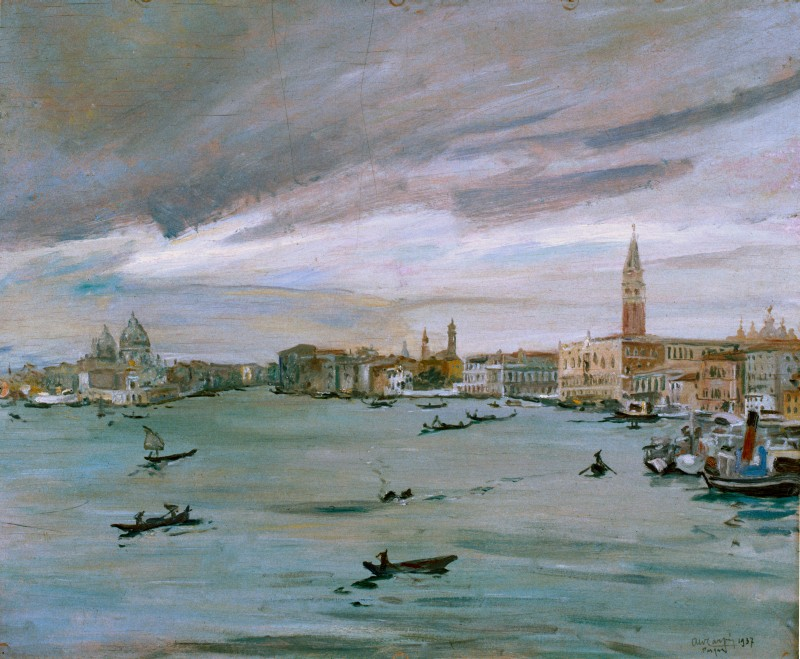
Il bacino di San Marco a Venezia, 1937 (Fondation Cariplo)
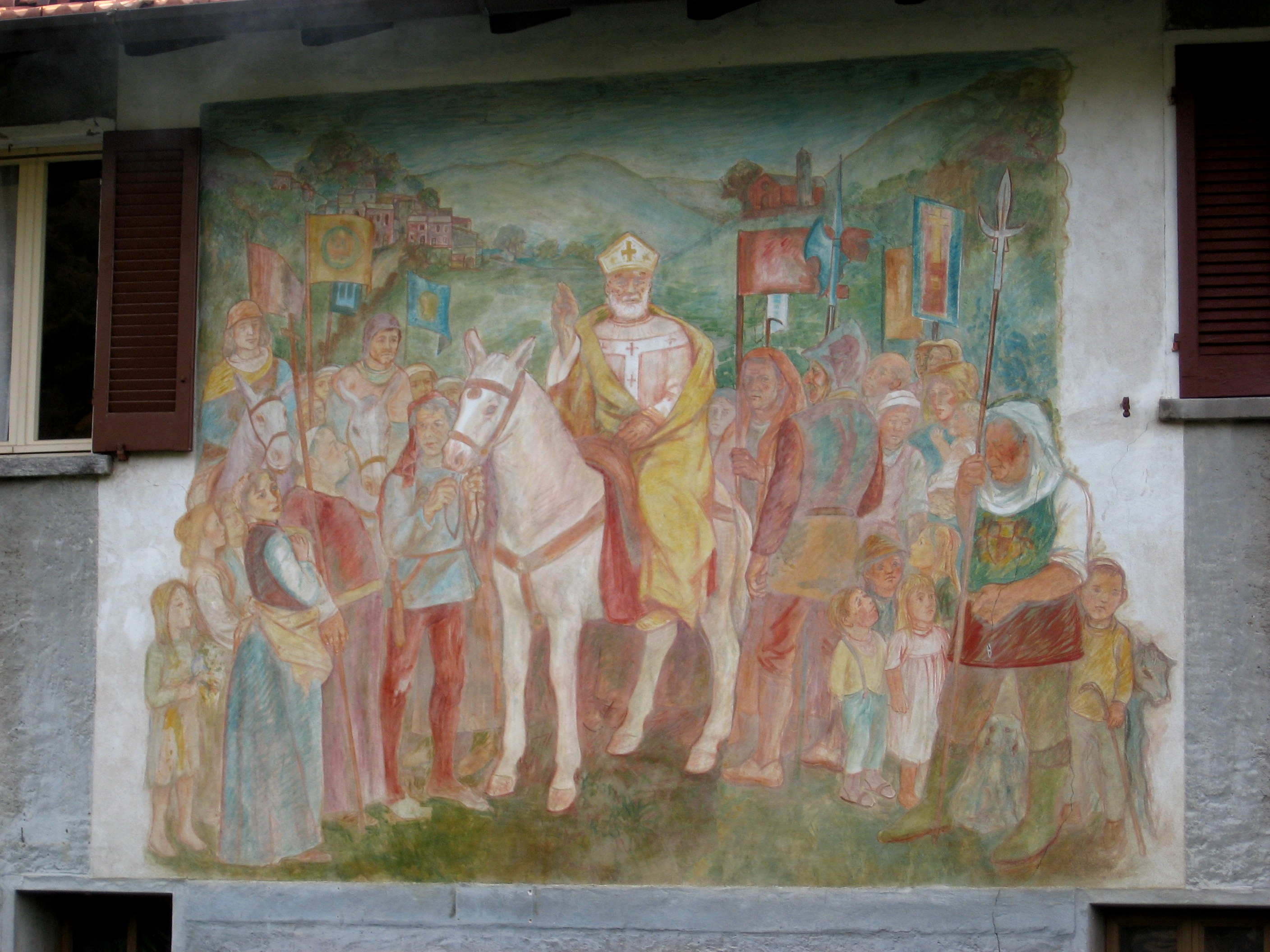
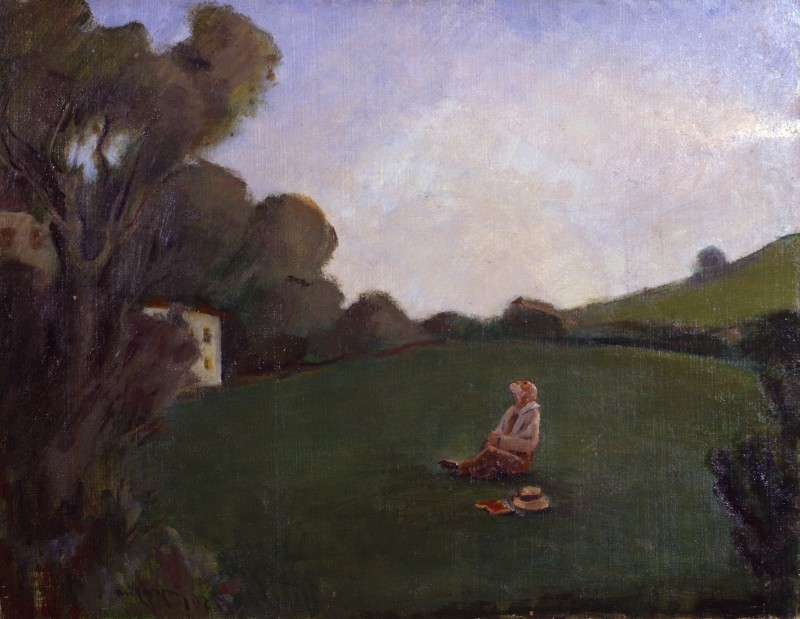